# مارك فيرغسون (لاعب كريكت)
مارك فيرغسون (5 يناير 1981 في المملكة المتحدة - ) (بالإنجليزية: Mark Ferguson)‏ هو لاعب كريكت بريطاني. شارك مع منتخب هونغ كونغ للكريكت.

## وصلات خارجية
- مارك فيرغسون على موقع إي آس بي آن كريك إنفو (الإنجليزية)